# Henry Frémart
Henry Frémart   (bisbat de Beauvais, 1595 - París, 17 de desembre de 1651) fou un compositor, sacerdot i mestre de cor actiu de França en la primera meitat de l'XVII° segle.

## Joventut i aprenentatge
Va néixer a la diòcesi de Beauvais, en una data desconeguda, però que es pot situar cap al 1580-1585. No es coneixen les condicions per aprendre música, però a Picardia no eren les bones habilitats que mancaven: Amiens, Beauvais, Arras, Saint-Quentin, Noyon... També és ordenat sacerdot.

## A la catedral de Rouen: 1611 - 1625
El seu primer lloc conegut va ser el de director de la catedral de Notre-Dame a Rouen; succeeix a Michel Chefdeville 28 de desembre de 1611. A continuació, es paga 100 t per any i rep 1000 t per any pel manteniment i el menjar dels nens. El seu salari s'incrementa a 120 t per any.
A Rouen, Frémart va treballar amb l'organista Jean Titelouze, de gran renom i amb qui semblava que es va fer amistat (Titelouze va anar a veure'l a París, el 1633). El període de Rouen de la seva carrera està puntuat per alguns esdeveniments: experiència sobre el 23 de juny de 1623 del nou orgue a la catedral d'Amiens construït per Pierre Le Pescheur, en companyia dels compositors Jehan Titelouze, Jean de Bournonville, l'organista Antoine Chapelain i el factor Paul Maillard. (i la seva presència al costat de Titelouze i Bournonville dona una signe tangible del respecte en què ja estava retingut); el 1624 era membre del jurat del "Puy de Musique" de Rouen, i per a aquesta ocasió va compondre una cançó (perduda); l'1 de febrer de 1625 finalment, el seu salari anual augmenta fins a 200 lt.
Potser havia aixecat les pretensions després de ser sol·licitat pel capítol de la catedral de Notre-Dame de Paris? Tot i així, va abandonar Rouen per prendre la direcció de Notre-Dame de Paris (10 de novembre de 1625); el capítol de Rouen entenent-lo massa tard, el van expulsar del seu lloc 17 de novembre i els mobles són venuts en 1 st desembre a 30 lt.; fou substituït a la catedral de Rouen per Lazare Yves 28 de novembre des del mateix any.

## A Notre Dame de Paris: 1625 - 1640
A Notre-Dame de Paris, Frémart va ser nomenat mestre de corals pel capítol següent 10 de novembre de 1625, fins als salaris de 100 lt es va incrementar una bonificació de 100 lt, és a dir 200 lt anuals, després de la destitució de Robert Hincelin. Va tornar a Rouen el 1626 per establir el seu negoci i traslladar-se, rebent 45 lt de sou del capítol.
El seu lloc a Notre-Dame cobreix aproximadament les mateixes funcions que a Rouen: ensenyament, manteniment i menjar per a nois d'altar, per la qual cosa la despesa anual va ascendir al voltant de 2000 o 2300 lt el 1628 i el 1629. Va viure al claustre de Notre-Dame i la seva vida al nivell del mestre està marcada per fets força habituals: romandre al camp a1629 de maig, estigueu al seu país natal el juliol de 1630 d'acompanyament d'infants en sortides d'esbarjo, malalties infantils, queixes als companys, compra i vinculació de llibres de música a música, etc.
Tanmateix, la seva carrera a Notre-Dame es va anar consolidant a poc a poc Abril 1627 se'l cita als registres capitulars com a canonge i sub-diaca de l'església de Saint-Jean-le-Rond i l'abril de 1632 com a cànonge de la capella de Saint-Aignan i vicarius perpetuus de l'Església de París. El 22 de desembre de 1635 és ascendit al càrrec de sacerdot.
Titelouze, al passar per París, no va deixar de visitar-lo, com a carta que va escriure 7 de gener de 1633 a Marin Mersenne.
Des de l'1 de setembre de 1636, Frémart va ser ajudat per Jean Veillot, un antic mestre de cor, per substituir-lo en absència o per ajudar-lo en treballs amb cors dobles. Va ser finalment Veillot qui el va substituir el 8 d'octubre de 1640, després que Frémart dimitís del seu càrrec per sol·licitud al capítol fet 17 d'agost de 1640, degut a freqüents còlics. El capítol, satisfet amb el seu servei, li va concedir una pensió anual de 150 lt i el va eximir de la seva presència al cor.

## A París de nou: 1640-1651
Frémart va passar la resta de la seva vida a París; roman en contacte amb el capítol de Notre-Dame, i en els millors termes: li ofereixen el 18 de juny de 1642 el 22 de desembre de 1645 diverses de les seves misses recent impreses.
També reprèn el servei a Notre-Dame del març al Maig de 1643 aproximadament, per assegurar un interí entre la marxa de Jean Veillot, va marxar a treballar per a la cort, i l'arribada del seu successor, François Cosset. Per a aquest servei rep 60 lt del capítol. Això es repetirà durant un mes després de la sortida de Cosset, amb una bonificació inferior.
La resta de la seva vida encara és obscura; això només sabem que el gener de 1646 ret homenatge amb totes les seves masses impreses al capítol de la catedral de Rouen i fa un viatge d'uns dies a Rouen (8 de juliol de 1648). Els registres capitulars de Notre-Dame proporcionen informació sobre la seva mort: va morir el 17 de desembre de 1651 i està enterrat a l'església de Saint-Denis-du-Pas. De fet, havia estat canonge d'aquesta església.

## Recepció
Frémart va ser prou conegut al seu temps per ser citat per diversos autors contemporanis. A la seva Harmonia universal (1636), Marin Mersenne el cita com a compositor molt capaç, al costat d'Antoine Boësset o Guillaume Bouzignac. A la seva Entrevista dels músics (1643), Annibal Gantez declara que és un dels que segueixen "els bons i profunds preceptes dels nostres ancians", com Eustache Du Caurroy, Sauvaire Intermet i Claude Le Jeune i entre els de la nostra època, com Artus Aux-Cousteaux i François Cosset. També relata el seu aspecte físic: 
| « | <"Cal que un capità sigui d'alçada bona i rica, i que un Maistre de Chapelle es comporti tan bé com a Nostre-Dame-de-Paris, a qui no volen que el seu maîtrise només és capaç, sinó que tingui un aspecte tan bo com el senyor Fremart, que sembla un emperador"> | » |

.

## Obres

### Cançó
Una cançó, perduda, composta per al Puy de Rouen el 1624.

## Salms
El 3 de setembre de 1638, Frémart va rebre l'encàrrec del capítol de Notre-Dame de Paris de compondre els salms 20 i 21 en música, Domine en virtut tua laetabitur Rex i Exaudiat te Dominus, per ser cantats pels maîtrise en la solemne processó que havia de celebrar el naixement del delfí Lluís XIV, amb una gran missa. Aquestes obres es perden.

## Misses
Les úniques obres trobades per Frémart són les misses, totes publicades a París per Robert III Ballard entre el 1642 i el 1646. Són vuit en nombre i estan publicades per Inge Forst en l'edició completa de les seves obres:
Henri Frémart, Obres completes, ed. Inge Forst amb la col·laboració de Gérard Geay i Günther Massenkeil. Versalles: Centre de música barroca de Versalles, 2003. 1 vol., Xciv -275 pàg., ISMN M-707034-39-2.
Les primeres mencions de les seves misses daten del 1628: els 4 de febrer d'enguany Frémart porta al capítol una col·lecció (probablement manuscrit) que inclou dos volums de misses i altres obres de la seva composició. Això indica que les misses que havia imprès després eren algunes ja compostes uns quinze d'anys abans.
- Missa Ad placitum, 4 v. - París, Robert III Ballard, 1642. 1 vol. 2°. Guillo 2003 n° 1642-C, RISME F 1844.
- Missa Confundantur superbi, 4 v. - París, Robert III Ballard, 1642. 1 vol. 2°. Guillo 2003 n° 1642-D, RISME F 1842.
- Missa Paratum cor meum Deus, 5 v. - París, Robert III Ballard, 1642. 1 vol. 2°. Guillo 2003 n° 1642-E, RISME F 1840.
- Missa Domine, refugi, 5 v. - París, Robert III Ballard, 1643. 1 vol. 2°. Guillo 2003 n° 1643-C, RISME FF 1841a.
- Missa Eripe me, Domine, 5 v. - París, Robert III Ballard, 1643. 1 vol. 2°. Guillo 2003 n° 1643-D, RISME F 1841.
- Missa Jubilate Deo, 6 v., - Paris, Robert III Ballard, 1645. 1 vol. 2°. Guillo 2003 n° 1645-B, RISME F 1838.
- Missa Salvum me fac Deus, 6 v. - París, Robert III Ballard, 1645. 1 vol. 2°. Guillo 2003 n° 1645-C, RISME F 1839.
- Missa Verba mea auribus percipe Domine, 4 v. - París, Robert III Ballard, 1645. 1 vol. 2°. Guillo 2003 n° 1645-D, RISME F 1843.

L'estil de Frémart es caracteritza per l'escriptura tonal i la qualitat i l'elegància del seu contrapunt.

## Discografia
- Extractes (Kyrie, Sanctus, Agnus) de la Mass Ad placitum (1642) a: Indis de Mont-real i Abenaki. Estudi de música primerenca de Mont-real. 1 CD K617: 2001, ref. K617128.
- Messe Verba mea auribus percipe, a: Per a una catedral: masses, himnes i motets de Titelouze, Frémart, Aux-Cousteaux. Ensemble Les Meslanges, dir. Thomas Van Essen. 1 Salmo CD: 2016, ref. P 2013.
- Messe Jubilate Deo, a: La Messe du roi, música de la capella de Lluís XIV de Dumont an Frémart. Ensemble Dumont, dir. Peter Bennett. 1 CD Linn, 2001.